# Лаврентьев, Николай Григорьевич
Никола́й Григо́рьевич Лавре́нтьев (4 марта 1921, Подлесное, Белебеевский уезд, Уфимская губерния — 1992, Муром, Владимирская область) — заслуженный машиностроитель РСФСР, депутат Верховного Совета РСФСР VIII созыва (1971—1975), почётный гражданин Мурома (2013).

## Биография
Родился 4 марта 1921 года в деревне Подлесная, в Уфимской губернии (в 1922 году включена в состав Башкирской АССР) в большой крестьянской семье. В 1931 году семья подверглась раскулачиванию и была сослана в Ермотаево.
В 1935 году окончил семилетнюю школу с отличием и поступил в Белорецкий педагогический техникум. Благодаря старшему брату, попавшему ещё до раскулачивания семьи в ряды РККА, переводится в Ворошиловградский машиностроительный техникум, по окончании которого в 1940 году поступает по распределению на работу в Муромский машиностроительный завод имени Орджоникидзе. Работал технологом, заместителем и начальником цеха, главным диспетчером производства.
В 1944 году стал членом КПСС (с 1956 по 1958 год возглавлял партийную организацию Муромского машиностроительного завода).
Позднее работал заместителем директора ММЗ по финанскам и материально-техническому обеспечению.
12 сентября 1961 года назначен на должность директора завода. Вёл активную общественно-политическую жизнь: избирался членом горкома КПСС, депутатом горсовета, в 1964 году стал депутатом Владимирского областного Совета, в 1966 году — членом президиума обкома профсоюза, в 1971 году — членом ревизионной комиссии областного комитета партии.
С 1967 по 1971 года учился во Всесоюзном заочном финансово-экономическом институте, а в 1974 году окончил специальный курс в Московском институте управления народным хозяйством.
С 1971 по 1975 год являлся депутатом Верховного Совета РСФСР VIII созыва.
8 декабря 1987 года по собственному желанию покинул пост директора предприятия и продолжил работу в должности начальника лаборатории экономического анализа.

## Память
В 2011 году на здании музыкальной школы № 3, которая была открыта при активном участии Н. Г. Лаврентьева, была установлена мемориальная плита в его честь.
В 2013 году Николай Лаврентьев посмертно был избран Почетным гражданином Мурома, а в 2016 году Совет народных депутатов также единогласно проголосовал за увековечение памяти директора завода посредством размещения мемориальной плиты на доме, в котором жил Николай Лаврентьев (ул. Льва Толстого, 74).

## Награды
- Орден Ленина (награждён дважды)
- Орден Октябрьской Революции
- Орден Трудового Красного Знамени
- Звание «Заслуженный машиностроитель РСФСР»
- Звание «Заслуженный ветеран труда завода»
- Звание «Почётный строитель города Мурома»
- Звание «Почётный гражданин Мурома» (посмертно, 2013[5])

## Семья
- Отец — Григорий Петрович Лаврентьев (1888 — ?), крестьянин, в 1931 году был раскулачен, осуждён и отбывал срок в Ермотаево, Белорецкий район, снят с учета 19.11.1947[6]
- Мать — Феврония Захаровна Лаврентьева, крестьянка, родила восьмерых детей.
- Жена — Нина Николаевна Лаврентьева, дочь Николая Леонидовича Зворыкина (1896-1961).
  - Сын — Алексей Николаевич Лаврентьев
  - Дочь — Галина Николаевна Лаврентьева, в 1981 году окончила Владимирское музыкальное училище, преподаватель теоретических дисциплин в детской музыкальной школе № 3 Мурома[7]